# Браун, Хайрам
Хайрам Браун (англ.  Hiram Brown; 23 января 1801 — 7 сентября 1890) — американский политик, первый Мэр города Манчестер (Нью-Гэмпшир).

## Биография
Прежде чем стать мэром, Хайрам Браун работал на текстильной фабрике Amoskeag Manufacturing Company специалистом по контролю каменной кладки при строительстве сооружений фабрики.
В 1840 году Браун был избран в Совет городского управления города Манчестер (Нью-Гэмпшир).

## Первые выборы
На первых выборах в Манчестер (Нью-Гэмпшир) Браун был кандидатом в мэры от партии либералов. На выборах, проведенных 19 августа 1846 года, никто из кандидатов не получил большинства голосов. Браун был избран мэром на втором этапе выборов 1 сентября 1846 года. Хайрам Браун был приведен к присяге в 10 утра 8 сентября 1846 года. Он был мэром вплоть до 25 мая 1847 года.
Браун умер 7 сентября 1890 года.